# Hernán del Solar
Hernán del Solar Aspillaga (Santiago, 19 de septiembre de 1901-ibídem, 22 de enero de 1985) fue un crítico, ensayista, poeta, novelista y creador de cuentos infantiles chileno. Fue galardonado con el Premio Nacional de Literatura en 1968.

## Biografía
Realizó sus estudios en el Colegio los Ángeles en los Ángeles (Chile). En 1920 comienza a trabajar en la revista Zig Zag donde llega a ser Secretario de redacción y jefe del departamento editorial. En 1928 funda la revista Letras, junto a Salvador Reyes, Luis Enrique Délano y otros escritores de la corriente imaginista.
Fue asesor literario de la revista Ercilla (1935) y de la editorial Nascimento. En 1946 funda, con el escritor Francesc Trabal, la editorial Rapa Nui, destinada a la publicación de libros para niños. Trabajó en las revistas Atenea, Excelsior, Pro Arte, La Semana y La Quincena, también en los diarios El Debate y Olimpia de Buenos Aires. Tuvo a su cargo la revista Hoy. Fue crítico literario en los diarios chilenos El Mercurio y La Nación. En 1969, es nombrado miembro de la Academia Chilena de la Lengua y ejerció la cátedra de Redacción y Estilo en la Escuela de Periodismo de la Universidad de Chile (1952-1954).
Certera descripción de Hernán del solar como ser humano es la que hace el escritor Alfonso Calderón: "Bajo, recio, con algo de actor francés de carácter de la década del cuarenta, permanentemente ha llegado a las obligaciones del voto de modestia, Hernán del Solar transforma siempre a sus interlocutores en personas importantes, reservándose él un inequívoco segundo plano. Generoso, directo, tierno, una santa paciencia, matizada muy a lo lejos con indignaciones espontáneas y una falta de soberbia constituyen su más sólido haber".

## Opiniones sobre su obra
"Su presencia en las letras chilenas es predominante en cuanto a la publicación de libros infantiles, en una época en que ese tipo de literatura escaseaba.
Por otra parte, su dimensión como crítico literario lo encumbra a las mismas alturas de Raúl Silva Castro, Alone y Ricardo A. Latcham, quienes conforman el grupo de los Cuatro Grandes de la Crítica Literaria Chilena durante el siglo XX".
"Sobre su narrativa infantil dijo Alone: “No es fácil que la atención del lector se despegue de estas páginas, siempre que las aborde como están escritas, con sencillez de espíritu y un poco de buen humor. Un verdadero torrente de sucesos cruza cada volumen; apenas hay tiempo de ver; inútilmente buscaríamos esas largas descripciones de paisajes o casas en que la narración se detiene y cuyo fin se anhela; aquí la buena amiga curiosidad manda como señora y sólo le disputa el terreno la sorpresa, el encantamiento de lo maravilloso manejado sin varilla mágica, sin hadas, duendes ni fantasmas gastados por el uso. Hernán del Solar, mago de hoy, sabe que todo vive y no elige, no escoge; va, mira y crea, convierte en personajes apasionantes hasta los microbios”.julio de 2009[cita requerida]
“La Noche de Enfrente”, por otra parte, es su libro de cuentos más popular, donde aparecen sus relatos “Pata de Palo” y “Rododendro”, infaltables en cualquier selección de buenos cuentos".

## Obras
Cuentista infantil, también adulto, crítico y antologador. En un principio, como tantos, fue poeta. También realizó traducciones, puesto que poseía sólidos conocimientos del francés, inglés, italiano y portugués. Tradujo más de 80 libros.
Algunas de sus obras son:
- Senderos (1919, su primera obra)
- Fran y Javiera For Ever (1937)
- Viento verde (1940)
- La noche de enfrente (1952)
- La poesía chilena en la primera mitad del siglo XX (1953)
- Los hombres y las cosas (1959)
- Apéndice de cien autores contemporáneos
- Cuando el viento desapareció (1965)
- El crimen de la calle Bambi (1967)
- Las aventuras de Totora
- Breve estudio y antología de los Premios Nac. De Literatura (1965)
- Los mejores cuentos (1969)
- Premios Nacionales de Literatura (1975)
- Hazañas de Nap y Moisés (1976)
- Cuentos para niños (1978)
- La Luna Colorada (1984)
- Pata de palo
- Memorias de una sirena
- La Porota
- Kid pantera
- Mac, el microbio desconocido (1946)
- El hombre del sombrero de copa "
- Enanos y gigantes

## Premios
- Premio Camilo Henríquez (1954)
- Premio Nacional de Literatura (1968)
- Premio Ricardo Latcham (1971)